# 週刊大衆
『週刊大衆』（しゅうかんたいしゅう）は、双葉社から刊行されている週刊誌である。毎週月曜日発売。判型はB5。

## 概要
1958年4月創刊。アダルト世代を対象にしており、色欲とスキャンダル路線を採用し、ブルーカラーと水商売向けの娯楽誌として定着している。
ヤクザ、エロスと芸能ゴシップが売り物で、日本ジャーナル出版の『週刊実話』、徳間書店の『アサヒ芸能』、三和出版の『実話時代』などと共に「実話誌」のジャンルでくくられる事もあるが、『週刊実話』や『アサヒ芸能』と同様に『実話時代』と比べるとやや内容が娯楽重視となっている。ヘアヌードをはじめとしたグラビアは袋とじが多く用いられている。
2010年代には双葉社運営によるニュースサイト「日刊大衆」も開設されたが、後述の誤報もあり2022年末に閉鎖。2025年までに動画サイト「日刊大衆ミドルテック」にリニューアルされた。

## 増刊・別冊・姉妹誌
増刊誌として、月刊の『増刊大衆（ぞうかんたいしゅう）』（1998年創刊、2015年休刊。毎週第3金曜日発売。判型：B5）や不定期の『週刊大衆臨時増刊（しゅうかんたいしゅうりんじぞうかん）』（判型：A4）、『週刊大衆ヴィーナス（しゅうかんたいしゅうヴィーナス）』（2018年休刊。判型：B5）、『週刊大衆特別増刊（しゅうかんたいしゅうとくべつぞうかん）』（判型：B5）がある。このうち、特別増刊については漫画雑誌『メンズヤング』の増刊として発行。それ以外は、『週刊大衆』のバックナンバーに含まれる。
増刊のうち、1987年から1989年まで発行されたパチンコ情報誌『パチンコ攻略マガジン』（1987年12月24日号から1989年3月24日号まで全8号。1989年5月に独立した雑誌として創刊）、1992年に1号のみ発行されたプロレス雑誌『超プロレス』（4月17日号）がある。
別冊として、1960年代から1970年の間に『別冊週刊大衆（べっさつしゅうかんたいしゅう）』を発行した（1960年7月創刊と、1969年6月 - 1974年1月通巻56号発行の月刊）ほか、1960年頃から1962年4月にかけて漫画雑誌『別冊週刊大衆漫画Story（べっさつしゅうかんたいしゅうまんがストーリー）』を発行した。
姉妹誌は、月刊の『EX大衆（イーエックスたいしゅう）』（2005年8月創刊。毎月15日発売。判型：A4）がある。同誌は2024年11月よりロゴをEXtaishuにリニューアル。A4変型からA4判になるとともに中綴じから平綴じになり、複数モデルによるアイドル写真集のような体裁になった。コラムなどは継続。

## 連載

### 記事・コラム・エッセイ

#### 連載中
- 貴乃花「これぞニッポン道!」（貴乃花光司）[6]
- アントニオ猪木「魂の名言集」（アントニオ猪木、構成：米谷紳之介）※没後も生前の取材をもとに連載継続[6]
- これぞ人生!三枚おろし（武田鉄矢）
- 熟成肉女（西原理恵、岩井志麻子）
- 風林火山のむすめ（木下昌輝）
- ニューシニアパラダイス（弘兼憲史、木村和久）
- 一刀両断（二宮清純）
- 勝負師の生活（武豊）
- 反省日記　相撲と肉とギャンブルと（貴闘力）
- 老Guyのすゝめ（玉袋筋太郎）
- どないやねん、こらっ（井筒和幸）
- 芸能界スター☆ウォーズ（山田邦子）
- ワシのタイガース血風録（川藤幸三）
- 山本昌の最強!ドラゴンズへの道
- おじさんのミカタです（マシンガンズ）
- 王道プロレスLESSON（秋山準）
- 伝説の2大セクシー女優と読者の休憩室・小林ひとみ×桜樹ルイ 眠れぬ夜に読むラジオ
- スナックみどり（丘みどり）
- 路上メシ（國友公司）
- あの歴史偉人（秘）素顔（跡部蛮）
- 世界史インテリジェンス（佐藤優）
- 表紙美女特選SEXY
- アラーキー不倫写 人妻エロス
- 舞姫伝説（カメラマンの原芳市による、ストリッパーの写真・エッセイを掲載）
- 今週の最新AV情報
- 元気になれる おとなの居酒屋
- しずかな「贅沢湯の宿」
- 極うま麺
- 名物駅弁
- 好色川柳いろごよみ

#### 連載終了
- 吉田照美のやるMANもう一発（吉田照美、コラム）
- 渡辺ひろ乃の世界でヤッちゃった（渡辺ひろ乃、コラム）
- 戦国ミステリー捜査隊
- 戦国合戦
- プロ野球名選手「新ボヤキ論」（野村克也）
- 阿佐田哲也の連載
  - マージャン講座（1966年 - 1968年。「雀風子」名義で執筆した麻雀コラム。途中タイトル変更あり）
  - 麻雀放浪記（1969年 - 1972年）
- がんで死なない100ヵ条
- 実録レイプ裁判
- 極うま麺（はんつ遠藤）
- テリーからの手紙 - テリー伊藤が各界の有名人に向けたメッセージを手紙形式で掲載
- 清く正しく美しく（小柳ルミ子）
- 飲めよ歌えよ酔人伝
- それでもアホー鳥が行く（伊集院静のエッセイ　カット:西原理恵子）
- けったいな人たち（藤本義一のエッセイ。1990年代 - 2010年に連載）
- 日本史ミステリー捜査隊
- 番長「銀幕夢物語」（梅宮辰夫）

### AV女優担当の連載枠
AV女優による、性生活（性行為）に関する悩み相談及び自身の近況エッセイコーナー。かつては1本だったが、麻美ゆまの病気療養による降板とその後の復帰により2本となった。
- 紫彩乃の艶トロSEX探偵局（? - 2006年11月27日号まで連載）
- 穂花センセイのSEX課外授業（2006年12月4日号より2008年9月29日号まで連載）
- 穂花教授のSEX研究所（2008年10月6日号から2009年6月8日号まで連載）
- 麻美ゆまの快感SEXクリニック（2009年6月15日号 - ?）
  - 麻美ゆま「クイズ 大人のモテ講座」
  - 麻美ゆま「ゆまチンの10年間全部出し!」
  - 麻美ゆま「あなたに会いたい!」
  - 麻美ゆまの本当にあった怖い話[6]
- 小向美奈子ママのSEX相談室
- 小島みなみ&紗倉まな「SEX給湯室」
- 三上悠亜「日本全国エッチなお悩み解消ライフ」

### 漫画

#### 連載中
- かりあげクン（植田まさし）
- ハルのサボり飯（山田はまち）[6]
- ヤバマン（原作：カンバラノリオ、作画：えりちん）[6]

#### 連載終了
- 寿司屋與兵衛（原作：白川晶・作画：内山まもる）
- 本のおつまみ（所ゆきよし）
- セッカチくん（田中しょう）
- どんまいランド（コジロー）
- ブヤ（原作：安藤昇・構成：向谷匡史・作画：神田たけ志）
- ぼけなすクン（平ひさし）
- 新ナニワ金融道外伝ファイナル（青木雄二プロダクション）
- 流浪のグルメ 東北めし（土山しげる）
- BARレモン・ハート（古谷三敏）
- 感じる人妻（浅田圭）
- ふぇろもん日和（浅沼ひろゆき）
- どう政っちゅーの（やくみつる）
- ゼニ番付（山崎享祐、2024年6月3日号 - ）※月1連載

## 関連ニュースサイト
- 夕やけ大衆 - 2020年3月まで『快活60WEB』（週刊大衆増刊・快活60のウェブサイト）として運営。同年4月リニューアル。日刊大衆未掲載のR-18記事、FANZAからの提供記事に加え、サンケイスポーツアダルト面『おはようサンスポ』、スポーツニッポンアダルト面『スキっとスポニチ』から一部コラム、記事を掲載している。アドネスト運営[7]。

## 注目・批判を受けた記事
- 『日刊大衆』が『ダウンタウンのガキの使いやあらへんで!』でおなじみのスタッフ、ガースー（菅賢治）とヘイポー(斉藤敏豪）がリストラという内容を報じた。この記事にダウンタウンの松本人志が否定し謝罪を要求した[8]。
- 『日刊大衆』がダレノガレ明美が独立するという内容を報じた。これについてダレノガレは全くの嘘でありこれ以上巻き込まないでほしいと否定した[9]。

## 関連作品
- 海辺の週刊大衆 - 2015年のせきしろの小説及びそれを原作とし2018年に映画化された作品。本雑誌を題材としている。主演はピースの又吉直樹。